# Ашура

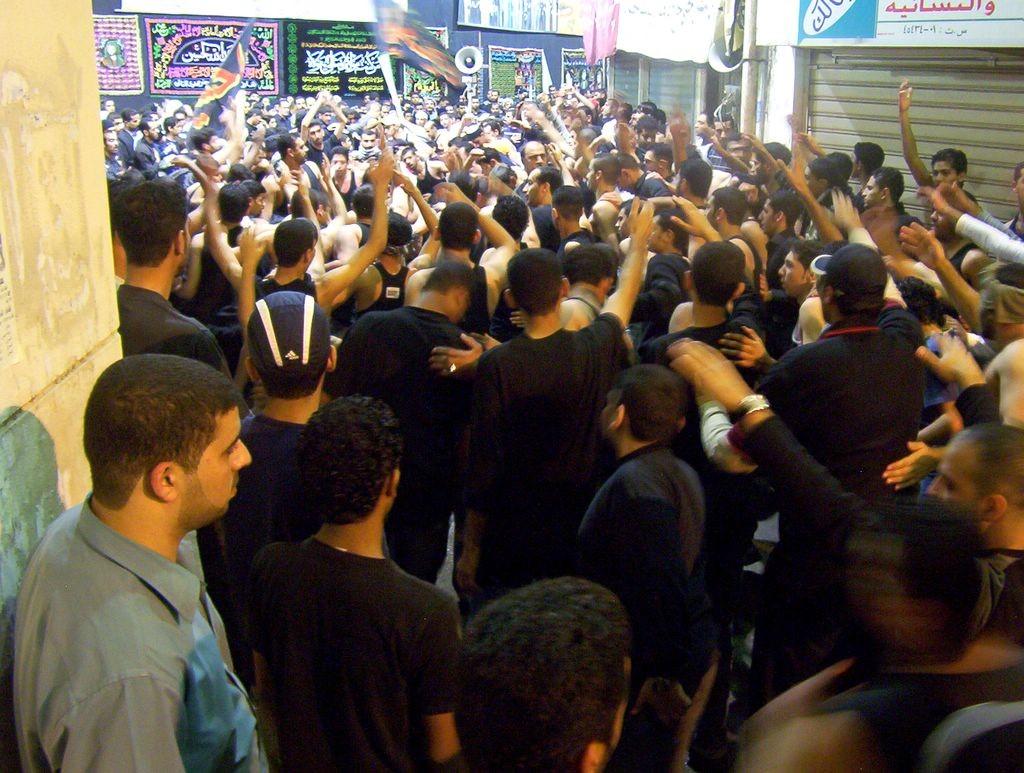
Ашура у шиитов. Бахрейн (2005)

А́шура (араб. عاشوراء‎‎) — комплекс обрядовых действий в исламе, который проходит в первой декаде первого месяца мусульманского лунного календаря Мухаррам, одна из главных памятных дат, почитаемая всеми мусульманами, так как она отмечена несколькими важнейшими ветхозаветными событиями. Два основных направления мусульманской религии — шииты и сунниты — имеют различные взгляды на исторические события, происшедшие в этот день, и проводят этот священный день по-разному.
Также это название традиционного блюда, которое принято готовить в этот день.
Ритуал распространён в мусульманских странах: Иране и Азербайджане, в шиитских частях Ирака, Бахрейна, Саудовской Аравии, Ливана, Йемена, Кувейта и Афганистана, среди многочисленной шиитской диаспоры в Пакистане (Карачи, Лахор и другие части страны), Индии (на северо-западе), ОАЭ, Сирии (приграничье с Ливаном), Турции (многочисленная иранско-азербайджанская диаспора), Узбекистане (иранцы Бухары и Самарканда), России (крайний юг Дагестана), Катаре, Омане, Армении (иранские иммигранты), Грузии (иранские иммигранты и местные азербайджанцы), а также среди части иранско-азербайджанской диаспоры в таких странах как США, Канада, Австралия, Германия, Великобритания,  Австрия, Швеция, Франция, Нидерланды, Швейцария, Дания, Италия.

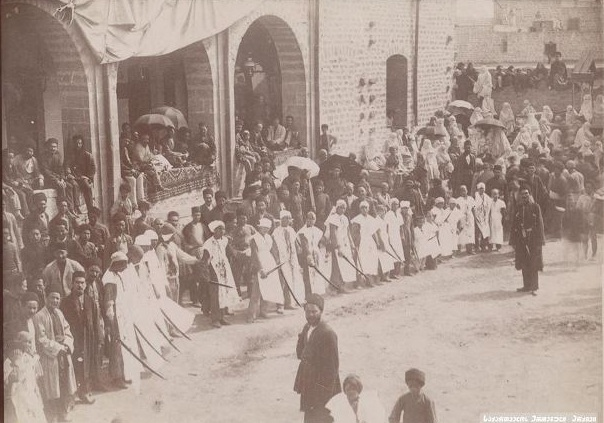
Самоистязатели с мечами во время церемонии Ашура в мечети Таза-Пир в Баку. 1910-е

## Ашура у суннитов
Сунниты в этот день соблюдают добровольный пост в знак благодарности Аллаху за спасение пророка Мусы (Моисея) и сынов Исраила от войск фараона. Сунниты утверждают, что Мухаррам — первый месяц исламского календаря и один из четырёх священных месяцев, о которых Аллах говорит в Коране:

Воистину, число месяцев у Аллаха – двенадцать. Так было записано в Писании в тот день, когда Аллах сотворил небеса и землю. Четыре месяца из них – запретные. Такова правая религия, и посему не поступайте в них несправедливо по отношению к себе. Сражайтесь с многобожниками всеми вместе (или все вместе), подобно тому, как они сражаются с вами всеми вместе (или все вместе). Знайте, что Аллах – с богобоязненными.
—  9:36 (Кулиев)
Суннитские улемы ссылаются на предания в суннитских сборниках хадисов, что в этот день Ковчег Ноя (табут ан-Нух) причалил к суше после перенесённых потрясений от водной стихии, а Муса со своими последователями спасся от преследовавших его фараона и его войск.
В день Ашура сунниты держат пост, история которого восходит к началу мединского периода жизни пророка Мухаммада. Согласно преданию, когда пророк Мухаммад переехал в Медину, он обнаружил, что для иудеев день Ашура был днём их поста. Когда он узнал, что причиной этого стало спасение пророка Мусы (Моисея) и сынов Израиля от войска египетского фараона, Мухаммад сказал, что мусульмане более достойны следовать традиции пророка Мусы, чем иудеи. После этого он начал поститься и приказал делать это своим сподвижникам. 
Известно также, что древние арабы в день Ашура также соблюдали пост. В одном из хадисов также упоминается о том, что сам пророк Мухаммад, ещё находясь в Мекке, также держал пост в день Ашура, наряду с другими курайшитами.
Пост в день Ашура является желательным, но не обязательным. По мнению Абу Ханифы, в самый начальный период исламской истории он мог являться обязательным. Однако обязательность поста в месяце Мухаррам была отменена после того, как обязательным постом был объявлен пост в месяц Рамадан. Согласно сунне Пророка, для того, чтобы отличаться от иудеев, пост в день Ашура лучше держать на протяжении 2 дней (9-го и 10-го либо 10-го и 11-го Мухаррама).
За пост в день Ашура прощаются грехи прошедшего года. Кто постился в день Ашура, но не постился день до него или после, тот достигает награды прощения грехов, однако лишается награды противоречия иудеям, и нет греха в этом.
Праздник и религиозные обряды совершаются в первую декаду месяца, непосредственно день Ашура — это десятый день месяца Мухаррам. Согласно религиозному преданию, в этот день состоялось сотворение мира и произошли другие знаменательные события: рождение Ибрахима (Авраама), спасение от преследования фараона Мусы (Моисея), Адам раскаялся в своем грехе, Иона был освобождён из чрева кита, а ковчег Ноя остановился на горе Джуди. Всеобщая радость выражается в благотворительных делах и поступках, угощении неимущих и детей, посещении страждущих и больных и т. д. У суннитов траур по Хусейну имеет спокойную форму, не отличающуюся от прочих трауров.

## Ашура у шиитов
Шииты отмечают Ашура как траур и проводят комплекс обрядовых действий: траурные церемонии и обряды в знак памяти о мученической гибели в 680 году (или 61 года хиджры) сына Али, внука пророка Мухаммада — имама Хусейна, его брата Аббаса и войска из 70 шахидов в результате сражения с войсками халифа Язида I в битве при Кербеле.

Согласно мусульманскому летоисчислению, все события, связанные с этой трагедией, произошли в первые 10 дней месяца Мухаррам, а гибель Хусейна — в день Ашура.— Седанкина Т. Е. Шиитские ритуальные практики в теолого-психологическом контексте.

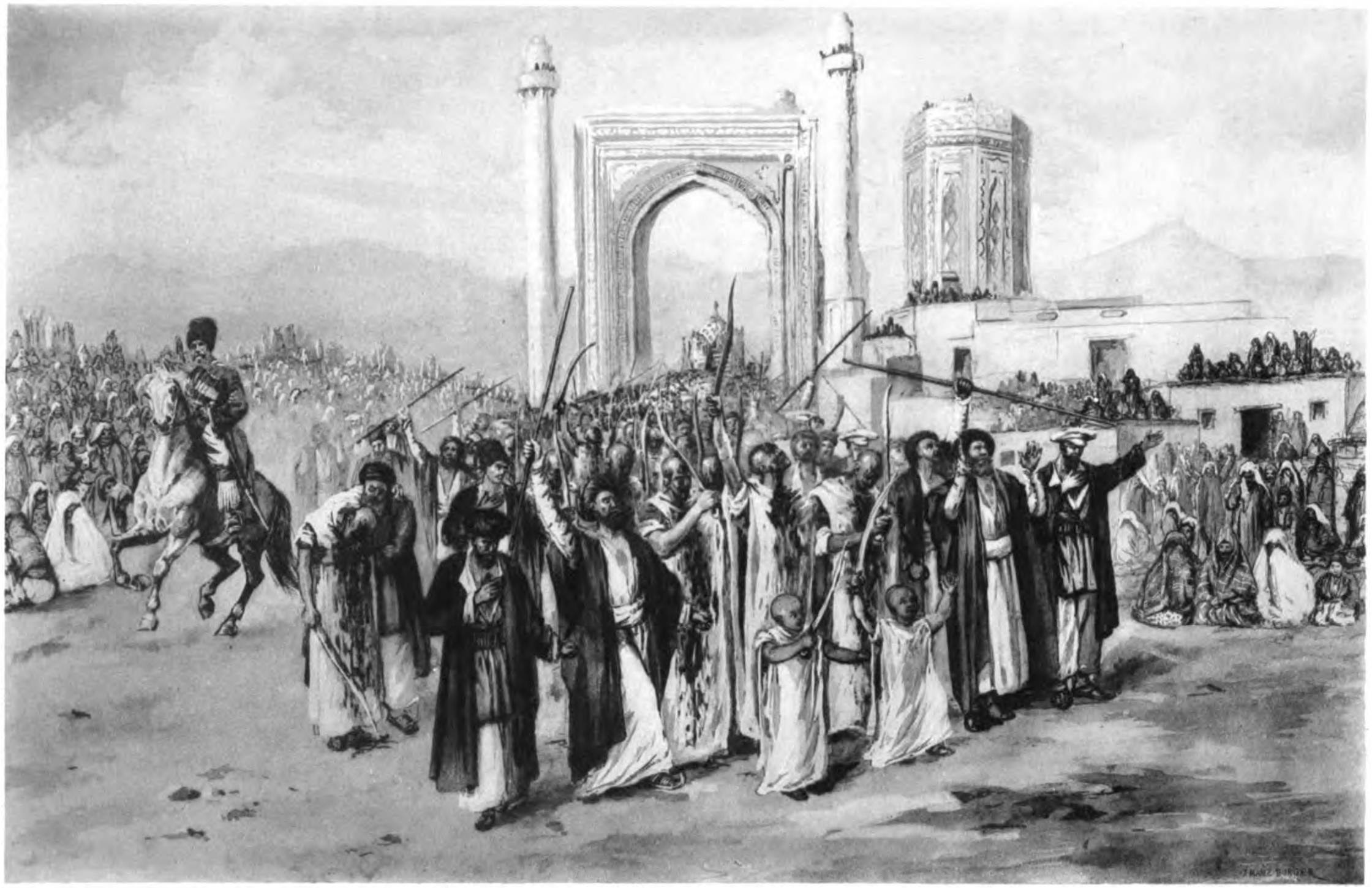
Шествие самобичевания в Нахичевани (1897 год)

На месте сражения основан город Кербела, заложенный «на крови мучеников». В память об их мученической смерти шииты совершают ежегодные траурные церемонии — тазия. В этот день в город стекаются миллионы паломников. В Иране и Ираке во дворах мечетей, медресе, в специальных помещениях (такия, хусейния) устраиваются собрания с чтением повествований о страданиях аль-Хусейна, его близких и соратников (роузехани). На улицах организуются процессии-представления, во время которых некоторые участники шествий наносят удары цепями и кинжалами, бьют себя кулаками в грудь. Во время траурных мистерий шииты воспроизводя сцены (шабих) борьбы и гибели имама Хусейна и его приверженцев (тазия, тазия-и шабих). Хотя обычай всё ещё может сопровождаться нанесением телесных ран, в настоящее время обряд самобичевания приобретает символическое значение.
При Реза-шахе (1925—1941) в Иране были запрещены уличные процессии и траурные мистерии, но эти распоряжения властей часто нарушались. Представители религиозного руководства Ирана использовали дни Ашура для политических выступлений. После исламской революции эти запреты утратили силу. В Иране движение шиитов получило широкое развитие после исторических событий у города Кербела и оказало решающее влияние на формирование самостоятельного религиозного движения.
Российскими этнографами М. Солоненко и Е. Капустиной был снят фильм «Ашура в Дербенте» о «коллективном вспоминании» в день Ашура.

## Ашура как блюдо
Основным блюдом в день поминовения и благодарения считается блюдо под названием «ашура». По преданию, Ной использовал остатки съестных запасов в день окончания потопа и, чтобы накормить всех, кто выжил, использовал много ингредиентов. В разных странах его наполнение и состав могут изменяться: в Турции это, в основном, сладкое блюдо, в Азербайджане оно носит название «хедик» (хадик, хядик азерб. hədik), блюдо готовят из замоченных зёрен пшеницы, кукурузы, бобов, чечевицы и других. В отдельных регионах в него добавляют мясо, но, как правило, это еда, состоящая из злаков. Для улучшения вкуса в неё добавляют орехи и фрукты.